# 人工選擇

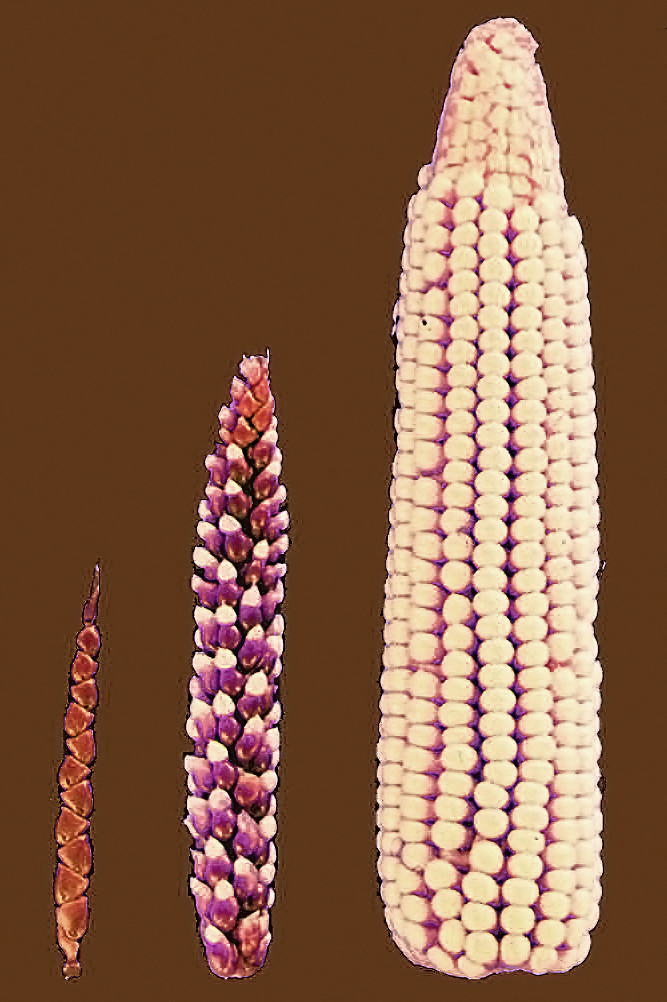
圖右方為經過人為育種之後產生的現代玉米，左方為原始的玉米。

人工選擇（英語：Artificial selection，又譯人擇）是指針對特定性狀進行育種，使這些性狀的表現逐漸強化，而人們不需要的性狀則可能逐漸消匿的過程。最早對此進行定義的科學家為查爾斯·達爾文，他以發生在馴養動物的人擇過程來闡述演化過程中的自然選擇（或稱天擇）機制。